# 高和爾
高和爾（1816年9月19日—1875年10月2日），又名高三桂、高露雲，是英屬香港的官員，曾在1856年至62年間出任總登記官兼撫華道，後因醜聞纏身而烏紗不保。

## 早年生平
1816年9月13日，高和爾生於不列颠东印度公司的圣赫勒拿，父親丹尼是當地一民兵軍團的士兵、母親則名瑪麗。幼時，高和爾偕父前赴槟城和新加坡。1834年，高和爾已能指揮自己的商船，他之後在廣州一鴉片貿易公司任職簿記。據歷史學家文基賢所言，高氏是好色之徒，被指與多名華人女性發生性行為，其中文便是憑其與女子打交道而學到。高氏語言造詣高超，熟諳多種漢語方言（包括廣東話）、馬來語、印度斯坦語、以及葡萄牙語，因而在第一次鴉片戰爭期間擔任英方口譯員。

## 權傾朝野
1842年，高和爾抵港定居，時香港開埠後不久，高氏為殖民政府與本地華人打交道。他先是在法庭出任傳譯員，到1846年獲委任為警隊助理警司，但翌年被宣佈破產後，他辭去公職並逃往鄰埠的葡屬澳門，幸好之後再獲港英政府任聘。高和爾透過他的線人網絡，有效打擊罪案和海盜勢力，成為警探之首，帶領皇家海軍打敗海盜。1855年8月4日，他參加了最後一場軍事行動，英軍的響尾蛇號和美軍的寶霞騰號摧毀了十艘海盜船，擒殺逾800名海盜。
高和爾戰後不滿薪酬過低，憤而辭職。他購入的商船「幼鷹號」在中國南部沿岸地區進行貿易，又有護航隊保護商船免受海盜襲擊。第二次鴉片戰爭爆發後，香港總督寶寧形容高和爾是「唯一一名曾與本地人民有過圓滿交流的政府人員」，在1856年任命他為總登記官及撫華道（華民政務司的前身），處理涉及本地華人社區的事務。香港政府在1857年和1858年緊急立法，賦權高氏管轄華人商務和生活；又因新立的《性病條例》而令他的職權延伸至妓寨的發牌。高和爾在華人社會中人脈關係廣泛，在政府與華人作中間人，又分別協助皇家海軍和政府打擊海盜勢力及追捕通緝犯，令其影響力日漸增加，權力雄厚，更在1857年4月搗破意圖刺殺副總督堅氏和他本人的暗殺陰謀。

## 醜聞曝光
1857年初，香港發生裕成辦館毒麵包案，華人被指透過早餐的麵包毒害洋人；事件加劇了華洋間的猜忌。同年，美籍海盜伊拉·波斯在法庭控訴華人海盜黃墨洲陷害自己，又力指高和爾和黃墨洲互相勾結，而黃氏為高氏提供海盜情報。黃墨洲在同年7月16日被捕，涉嫌搶劫他人貨品，高和爾為他辯護和四處張羅協助。翌年5月10日，庫務司科庫指責高和爾擁有一座（或幾座）妓院，律政司晏士地亦趁機批評高氏是「妓院東主和海盜」，又貶稱他的華人妻子是「那個妓女」。現在甚至連他本人的族裔也被質疑，數年前仍是擁有「藍眼睛和真正英國人面容」的高和爾，轉眼變成「混種」和「新加坡的半種姓」。寶寧形容醜聞在英格蘭官員中也是罕見。 
署理輔政司必列者士與高和爾同為共濟會會員，亦是友人。由於黃墨洲的數簿可能有確鑿證據證明高和爾牽涉黃墨洲的海盜事業，是將高氏定罪的重要證物，因此他以節省辦公室空間為由，下令燒毀數簿。為了幫高和爾洗白和平息事件，寶寧設立調查委員會，委員會主席由總量地官急庇利出任，也是共濟會會員；立法局議員佐治·黎奧也是四名委員中的其中一人，而他本是高和爾朋友；委員會顧問尊·地續曾為黃墨洲辯護。由於委員會全是高氏的友人，因被質疑是「自己人查自己人」。未幾，揭發必列者士保護高和爾的記者威廉·德倫被港英政府控告誹謗罪。而晏士地就被秋後算帳，他被革職後返回英國，在《泰晤士報》撰寫三萬字公開信，詳列港府「恐怖統治」的貪腐敗壞，驚動英國傳媒和國會。
調查委員會裁定高和爾毋須引咎請辭。爾後，高氏成為反海盜行動的領軍人物，下令皇家海軍戰船打擊海盜。1859年，寶寧卸下職務、離開香港，由夏喬士·羅便臣接替其職務。新港督就高和爾事件重啟聆訊、設立另一調查委員會，由他本人做主席。高和爾辯稱一切指控都是建基於陰謀論，是因為梅理、晏士地、以及部分傳媒編輯妒忌他的功成名就，憎恨他保護華人。高氏反斥梅理與其情婦私營妓寨，而晏士地則是常客。他再寫道「除了香港以外，全世界恐怕沒有其他地方的醜聞和責難，能夠如此層出不窮、捏造得如此輕而易舉、流傳得如此疾如雷電，以及，很遺憾地，出名得如此街知巷聞」。委員會最終裁定高氏妨礙司法公正，利用皇家海軍作出具「邪惡意圖」的行為，助長某「臭名遠播」海盜的勢力，並宣告他不宜履行公職。

## 革職與晚年
高和爾被政府革職後轉職偵探，又為華人商家做中間人和倡導者，後來獲新任港督麥當奴再次重用，為政府發賭牌提供意見，以及私下出任秘密警察的隊長，比起正式警隊偵破罪案和拘捕罪犯更有效。
高和爾是共濟會成員，在1845年的中式婚禮上與華人陳氏成婚，乃當時罕有的華洋通婚。妻子後來受洗和改信基督教，成為倫敦傳道會信眾。1851年3月，夫妻二人在聖約翰座堂補辦基督教婚禮。二人育有十二子女，收養逾二十名華人孩子。1875年10月2日，高氏在香港逝世，享年五十九歲，死後葬於跑馬地香港墳場，共濟會成員為他豎立一高聳華美的墓碑。
喪夫的高夫人繼承丈夫財產後，以半價三萬五千港元出售荷李活道與鴨巴甸街交界的物業給倫敦傳道會，後來改建為雅麗氏利濟醫院（附香港西醫學院）及道濟會堂，即孫中山早年求學及禮拜的地方。

## 外部連結
- 香港開埠初期最有趣的男人——高和爾事件 （页面存档备份，存于）
- 高和爾醜聞

| 政府职务             | 政府职务                   | 政府职务      |
| -------------------- | -------------------------- | ------------- |
| 前任者： 查理士·梅理 | 總登記官兼撫華道 1856–1862 | 繼任者： 丹拿 |